# Генрієтта Ройсс-Еберсдорфська
Софія Генрієтта Ройсс-Еберсдорфська (нім. Sophie Henriette von Reuß zu Ebersdorf; 9 травня 1767 — 3 вересня 1801) — німецька шляхтянка XVIII—XIX сторічь з роду Ройссів, донька графа Ройсс-Ебердорфу Генріха XXIV та графині Кароліни Ернестіни Ербах-Шонберзької, дружина принца Карла Еміха Лейнінгенського.

## Біографія

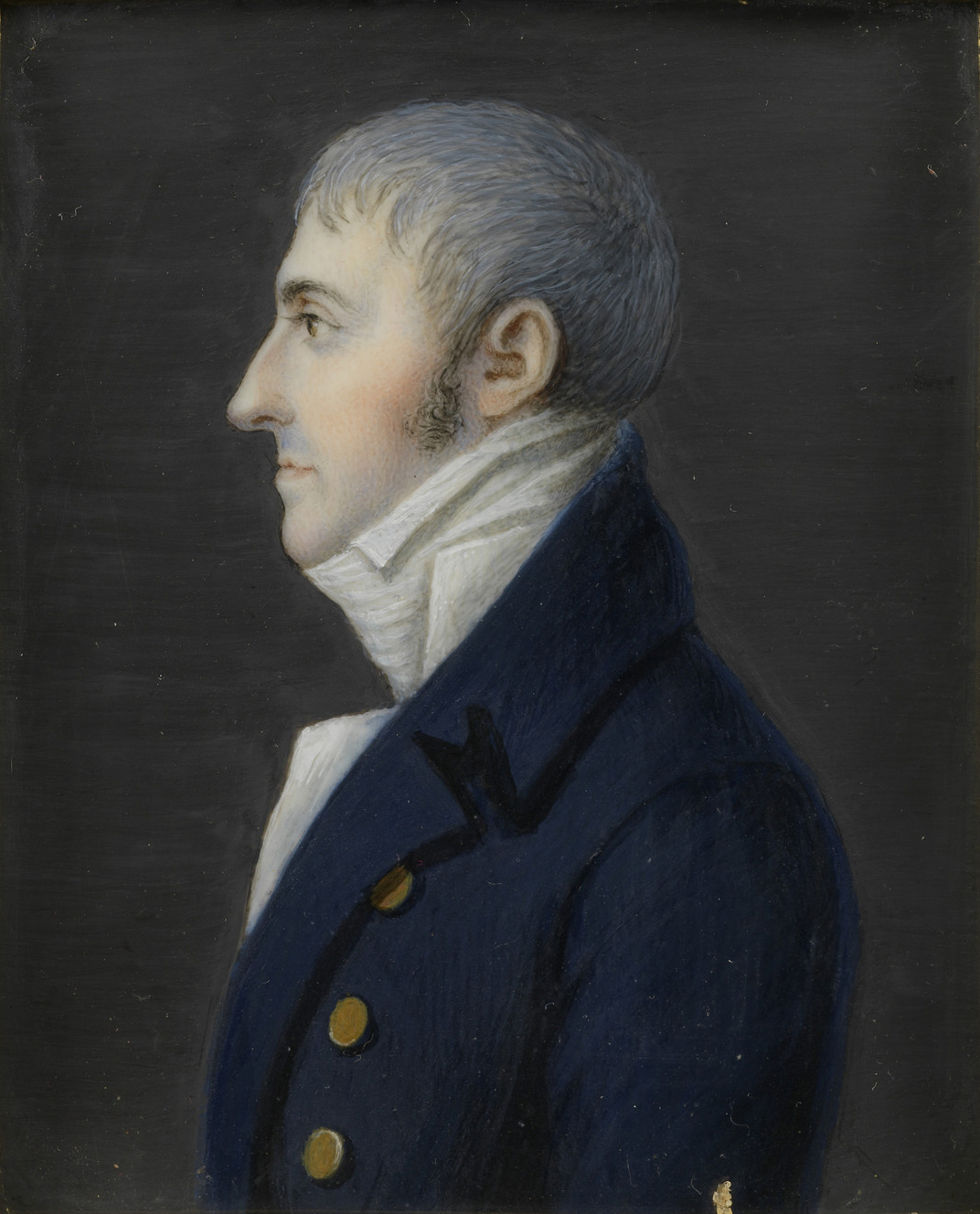
Портрет Еміха Карла Лейнінгенського

Народилась 9 травня 1767 року в Еберсдорфі. Була сьомою дитиною та четвертою донькою в родині графа Ройсс-Ебердорфу Генріха XXIV та його дружини Кароліни Ернестіни Ербах-Шонберзької. Мала старших братів Генріха LI та Генріха LIII й сестер Августу та Луїзу. Інші діти померли до її народження. Мешкала родина у Еберсдорфському замку, збудованому наприкінці XVII сторіччя, навколо якого був розбитий французький сад.
У 20 років була видана заміж за 23-річного принца Карла Еміха Лейнінгенського, єдиного сина князя Карла Фрідріха. Весілля пройшло 4 липня 1787 року в Еберсдорфі. Наречений був відомий як затятий мисливець. Резиденцією князівської родини був замок Дюркгайм поблизу однойменного містечка у Пфальці. У подружжя народився єдиний син Фрідріх Карл (1793—1800) — прожив 7 років.
У 1790-х родина була змушена втікати від навали французів. Замок Дюркгайм був спалений.
Генрієтта померла молодою 3 вересня 1801 року у Кобурзі, де мешкала її сестра Августа. Похована у крипті місцевої церкви Святого Моріца.